# Distrito de İliç
İliç es un distrito de Turquía en la Provincia de Erzincan en la región de Anatolia Oriental. Cubre un área de 1.397  km² y tiene una altitud de 1.060 m. El distrito tiene una población de 6.349 habitantes, de los que 2.503 viven en İliç (2010). El alcalde es Ahmet Ramazan Buran (AKP).